# Kabinett Giolitti V
Das Kabinett Giolitti V regierte das Königreich Italien vom 15. Juni 1920 bis zum 4. Juli 1921. Es löste das Kabinett Nitti II ab und wurde von Ministerpräsident Giovanni Giolitti angeführt.

## Entstehung und Entwicklung
Das Kabinett Giolitti V war das 55. Kabinett des Königreiches und ein Jahr und zehn Tage im Amt. Es wurde vom Parteienbündnis der Liberalen, Unione Liberale und den Parteien Partito Popolare Italiano (PPI), Partito Radicale Italiano, Partito Socialista Riformista Italiano sowie Partito Democratico Sociale Italiano unterstützt. Nach dem Rücktritt von Ministerpräsident Francesco Saverio Nitti inmitten des sogenannten Biennio rosso, sollte der alte Staatsmann Giolitti das zwischen radikalem Sozialismus und rechtem Nationalismus gespaltene Land aus der Krise führen. Der Schwerpunkt der Regierungspolitik lag zum einen auf der Lösung einiger nach dem Ende des Ersten Weltkriegs offen gebliebener außenpolitischer Fragen. Zum anderen sollte durch einen neuen Kurs in der Finanz- und Steuerpolitik vor allem der Staatshaushalt saniert und die Inflation bekämpft werden.
Mit dem Vertrag von Tirana, unterzeichnet am 2. August 1920, und dem Grenzvertrag von Rapallo vom 12. November des gleichen Jahres, konnte die Regierung zwei außenpolitische Probleme in kurzer Zeit lösen. Der Grenzvertrag von Rapallo besiegelte auch das Ende des Fiume-Abenteuers durch Gabriele D’Annunzio, was bei Benito Mussolini und seiner faschistischen Bewegung lediglich verbale Attacken auslöste. Innenpolitisch trat das Biennio rosso im Herbst 1920 mit der Besetzung zahlreicher Fabriken in seine heiße Phase. Vom Bürgertum als Vorspiel der proletarischen Revolution betrachtet, hielt sich die Regierung mit Gegenmaßnahmen zurück und drängte die Unternehmer dazu, den Arbeiter mehr Kontrollrechte in ihren Betrieben zu gewähren. Dahinter stand die Überzeugung Giolittis, dass sich die proletarische Revolution als Fehlschlag erweisen und sich die Bewegung von selbst auflösen würde. Auf den Squadrismo der Schwarzhemden als Reaktion auf die Besetzung der Fabriken antwortete der Regierungschef mit dem Versuch, die Faschisten mehr in die parlamentarische Arbeit einzubeziehen und sie so von der Straße fernzuhalten. Vor den Parlamentswahlen 1921 kam es dennoch zu zahlreichen gewalttätigen Aktionen der Squadristen, die mehrere Todesopfer forderten. Dies unterstrich das Scheitern der Politik Giolittis, die Gewaltbereitschaft der Faschisten eindämmen zu können, die zudem 1921 zusammen mit der Kommunistischen Partei erstmals in die Abgeordnetenkammer einzogen.
Die neuen parlamentarischen Mehrheitsverhältnisse führten schließlich zum Sturz der Regierung. Nachdem ein am 26. Juni 1921 von Filippo Turati gegen die Politik der Regierung vorgelegter Tagesordnungspunkt nur mit knapper Mehrheit abgewiesen wurde, reichte Giolitti seinen Rücktritt ein. König Viktor Emanuel III. beauftragte daraufhin Schatzminister Ivanoe Bonomi mit der Regierungsbildung, der mit dem Kabinett Bonomi I die Regierung Giolitti ablöste.

## Minister

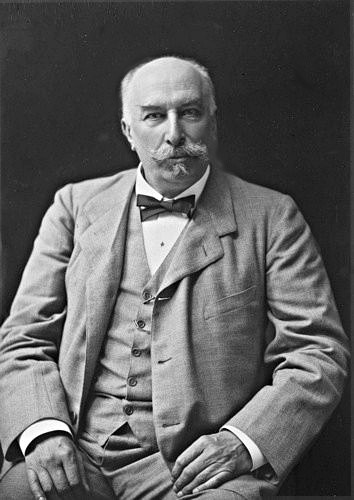
Giovanni Giolitti

| Ministerien                                  | Name                                                                    |
| -------------------------------------------- | ----------------------------------------------------------------------- |
| Ministerpräsident                            | Giovanni Giolitti                                                       |
| Äußeres                                      | Carlo Sforza                                                            |
| Inneres                                      | Giovanni Giolitti                                                       |
| Justiz und Kirchenangelegenheiten            | Luigi Fera                                                              |
| Krieg                                        | Ivanoe Bonomi (bis 1. April 1921) Giulio Rodinò (ab 2. April 1921)      |
| Marine                                       | Giovanni Sechi                                                          |
| Finanzen                                     | Francesco Tedesco (bis 9. August 1920) Luigi Facta (ab 10. August 1920) |
| Schatz                                       | Filippo Meda (bis 1. April 1921) Ivanoe Bonomi (ab 2. April 1921)       |
| Öffentliche Arbeiten                         | Camillo Peano                                                           |
| Bildung                                      | Benedetto Croce                                                         |
| Landwirtschaft                               | Giuseppe Micheli                                                        |
| Industrie und Handel                         | Giulio Alessio                                                          |
| Arbeit und Sozialfürsorge                    | Arturo Labriola                                                         |
| Post und Telegraphen                         | Rosario Pasqualino Vassallo                                             |
| Kolonien                                     | Luigi Rossi                                                             |
| Wiederaufbau der vom Feind befreiten Gebiete | Giovanni Raineri                                                        |